# ائتلاف انتخاباتی
ائتلاف انتخاباتی اتحادی از حزب‌ها یا سیاستمداران است که صرفا به منظور انتخابات صورت می‌گیرد. سایر مفهوم‌های مشابه عبارت است از: ، اتحاد انتخاباتی چندحزبی،توافق انتخاباتی چندحزبی، توافق انتخاباتی، میثاق انتخاباتی،  یا بلوک انتخاباتی.
هر یک از تشکل‌های ائتلاف خط‌مشی خاص خود را دارند اما در مقطع انتخابات تصمیم می‌گیرند اختلاف را در جهت هدف‌ها و مرام‌های مشترک کنار بگذارند تا از سبد رأی حامیان خود استفاده کنند و رأی بیاورند. گاه ائتلاف انتخاباتی را تشکل‌هایی با هدف‌های سیاسی بسیار متفاوت تشکیل می‌دهندکه حاضر می‌شوند ظرفیت‌های خویش را تجمیع کنند تا از قدرت گرفتن نامزد یا حزبی خاص جلوگیری نمایند.
برخلاف ائتلاف‌هایی که پس از انتخابات تشکیل می‌شود، ائتلاف‌های انتخاباتی معمولاً نامزدی را در رقابت با یکدیگر معرفی نمی‌کنند بلکه طرفداران خود را به رأی دادن به نامزدهای سایر اعضای ائتلاف تشویق می‌کنند. در برخی توافق‌ها با حزبی بزرگتر که از موفقیت بالاتری در نظرسنجی‌ها برخوردار است، حزب کوچکتر نامزدان خویش را تحت لوای حزب بزرگتر قرار می‌دهد و اعضای منتخب حزب کوچکتر با به همراه منتخبان حزب بزرگتر در دولت یا مجلس مشارکت دارند و هدف معمولاً ادامهٔ همکاری پس از انتخابات است، به عنوان مثال با کارزار مشترک در مورد موضوعاتی که دیدگاه مشترک دارند.